# Camponotus pawseyi
Camponotus pawseyi é uma espécie de inseto do gênero Camponotus, pertencente à família Formicidae.